# Attante
Il termine attante è usato in linguistica e in narratologia, un campo della semiotica.
Si tratta di una nozione, introdotta negli studi sintattici da Lucien Tesnière (1959), che venne in seguito ripresa e adattata al campo semiotico da Algirdas J. Greimas. Nell'ambito del Percorso generativo del senso introdotto da quest'ultimo (e successivamente ripreso e sviluppato soprattutto dalla c.d. scuola di Parigi), gli attanti compaiono sul piano semio-narrativo, dove sono definiti come elementi astratti e relazionali (quindi privi di investimenti tematici, come p.es. gli attori) e sono organizzati in un processo detto 'schema narrativo canonico'. Secondo Greimas l'attante è  "colui che compie o che subisce l'atto indipendentemente da ogni altra determinazione" (Greimas-Courtés, Dizionario di semiotica, ed.or. 1979, ad vocem). A differenza degli attori, che si trovano sul piano discorsivo e ricevono un 'riempimento semantico' più cospicuo, gli attanti non corrispondono a elementi direttamente individuabili a partire dalla superficie del testo, dal modo in cui questo si presenta o da come appare organizzato a una prima lettura. Gli attanti sono infatti una sorta di 'nodi' profondi dell'organizzazione narrativa, collegati all'idea che il modo in cui l'essere umano è in grado di 'fare del senso' si strutturi in forma essenzialmente narrativa, e che questa forma sia propria di ogni manifestazione testuale (dal romanzo alla musica, dal film al diritto, dalle arti plastiche alle pratiche quotidiane). Per questo motivo, poiché l'organizzazione attanziale rispecchia in un certo senso l'ipotesi che vi siano degli universali linguistici che si annidano nella struttura profonda dei testi, il loro numero è limitato. Diversamente, il catalogo degli attori risulta aperto, poiché gli investimenti tematici del piano discorsivo rispecchiano più da vicino la differente organizzazione e le peculiarità di ogni testo.
L'idea che gli attanti siano un catalogo chiuso deriva a Greimas dagli studi sulla fiaba russa di Vladimir Propp, che aveva individuato una lista di 'funzioni narrative' sempre necessariamente presenti nel corpus di testi che aveva analizzato. Partendo dalle 31 funzioni proppiane originarie, Greimas riduce la lista a poco meno di una decina di 'tipi' attanziali, quali p.es. Destinante/Destinatario, Soggetto/Oggetto, Aiutante/Opponente e così via. Risulta quindi che l'attante non è definito in maniera ontologica, rispondendo alla domanda 'Chi (o che cosa) è?', bensì in maniera relazionale o funzionale, rispondendo alla domanda 'Che cosa fa?'. Si intende che l'attante può essere umano o non umano, compiere un'azione direttamente o indirettamente (per mezzo di delegati), e in forma attiva o passiva (subendo l'azione altrui).  Per fare un esempio, nella frase "il cane morde l'osso", il cane e l'osso non sono attanti ma attori, perché ricevono un investimento tematico definito. Gli attanti, che vengono presupposti dai termini 'cane' e 'osso', sono in questo caso un Soggetto (cane) e un Oggetto (osso). Possiamo immaginare che il Destinante che ha 'comandato' al cane di mordere l'osso sia la 'fame' o il 'gioco' o altro: a questo livello la convocazione tematica non ci interessa. I ruoli attanziali restano ben definiti al di là dell'attribuzione di caratteri discorsivi (attori, temi, figure) e nell'esempio citato sono un Soggetto, un Oggetto e, anche se non viene esplicitato nella frase, un Destinante (colui che dà impulso allo svolgimento narrativo).
In narratologia, il concetto di attante è di primaria importanza non solo in diversi generi letterari, ma anche in altre forme come il cinema. Ispirato a nozioni di grammatica (soggetto, complementi), il modello può infatti aiutare a schematizzare i meccanismi che possiamo ritrovare, ad esempio, in una fiaba o in un film.
La semiotica narrativa propone tre attanti di base, quali il Soggetto (operatore o di stato, a seconda che sia colui che agisce o colui che si definisce in relazione all'Oggetto), l'Oggetto di valore e il Destinante.
Il modello attanziale elaborato da Greimas prevede i seguenti tipi di attanti:
1) Il Soggetto è colui che agisce per conquistare l'Oggetto (punto di confluenza dell'azione del Soggetto);
2) nel suo agire, il Soggetto “attua una performance (e cioè muove concretamente verso l'Oggetto o agisce concretamente su esso e su quanto si interpone tra lui e la sua meta) […];
3) è dotato di una competenza (e cioè è in grado di tendere verso l'Oggetto e di intervenirvi: prima ancora di fare, egli sa fare, può fare, vuole fare e deve fare) […];
4) agisce sulla base di un mandato (se tende all'Oggetto, è perché a monte qualcuno lo ha invitato a muoversi);
5) e a seguito del suo agire ottiene una sanzione (c'è una retribuzione-ricompensa oppure una detrazione-punizione, che stabiliscono la qualità dei risultati raggiunti)”.
Accanto all'asse portante Soggetto-Oggetto si delineano due assi ulteriori: Destinatore (chi pone l'Oggetto come oggetto di desiderio e di valore) e Destinatario (chi trae beneficio dall'Oggetto), Aiutante e Oppositore (rispetto alle azioni che il Soggetto intraprende per entrare in possesso dell'Oggetto).
Gli attanti si organizzano come detto sul piano semio-narrativo, secondo un processo composto da quattro 'fasi' o 'stadi' detto 'Schema (o percorso) narrativo canonico', elaborato da Greimas. Queste fasi della narratività vengono dette 'sintagmi narrativi' perché si immagina che corrispondano a modelli astratti e standardizzati di 'frasi' che costituiscono l'ossatura dell'ipotesi narrativita.  Lo Schema narrativo canonico rappresenta la prima articolazione compiuta della narratività che si incontra nel Percorso generativo del senso (piano semio-narrativo), ricordiamo che si pone subito dopo il piano fondamentale (il più profondo, dove incontriamo p.es. il 'quadrato semiotico', che articola una categoria semica ancora priva di investimenti attanziali e men che mai tematici), e si articola nel modo che segue:
1) Manipolazione: il Destinante persuade il Soggetto a compiere qualcosa, p.es. ricorrendo a quattro tipologie di strategia quali la promessa, la minaccia, la seduzione e la provocazione.
2) Competenza: il Soggetto si procura i mezzi per procedere con la sua missione; ciò implica un volere e un dovere (modalità virtualizzanti) oltre che a un sapere e un potere (modalità attualizzanti).
3) Performanza: è la prova principale, il Soggetto modifica lo stato di cose (modalità realizzante).
4) Sanzione: il Destinante emette un verdetto sul compito svolto dal Soggetto e lo valuta (in modo positivo o negativo).
Coniugando il modello attanziale proposto da Greimas alle sette sfere d'azione di Propp otteniamo:
DESTINANTE	 > 	OGGETTO 	 > 	DESTINATARIO
AIUTANTE	> 	 SOGGETTO 	< 	OPPOSITORE
Se ci spostiamo sul livello della narrazione gli attanti si definiscono in base agli assi soggetto/oggetto e destinante/destinatario. A un attante non corrisponde necessariamente un attore, ma può succedere che per un attante vi siano più attori e viceversa. L'attante non è quindi un'istanza concretamente definibile, esiste solo in relazione agli altri attanti e al suo investimento modale che riguarda le competenze del soggetto e concernono il suo saper fare.
Quando l'attante possiede un ruolo tematico e ha un programma narrativo si parla di attore o personaggio.
A livello dell'enunciazione si possono notare due tipi di enunciati:
a) Enunciati di produzione: vi sono coinvolti sia l'attante Soggetto che l'attante Oggetto e con tali enunciati si delinea un'azione sul mondo.
b) Enunciati di scambio: vi sono coinvolti l'attante Destinante (chi effettua lo scambio), l'attante Oggetto (l'oggetto scambiato) e l'attante Destinatario (chi riceve l'oggetto).
Nell'ambito della sceneggiatura un attante è un elemento che vale per il posto che occupa nella narrazione e per il contributo che dà a portarla avanti:
“Qui […] non si esamina il personaggio né in termini fenomenologici (il carattere e i comportamenti quali man mano si esprimono), né in termini formali (la classe di atteggiamenti e di azioni espresse), bensì si mettono in luce i nessi strutturali e logici che lo legano ad altre unità".
L'attante così si differenzia dal personaggio come persona (verosimile) e dal personaggio come ruolo, che vale per la sua funzione codificata e si caratterizza tramite le seguenti categorie oppositive: attivo/passivo, influenzatore/autonomo, modificatore/conservatore, protagonista/antagonista.